# Демор, Жан
Жан Демор (25 апреля 1867, Эттербек — 1941, Брюссель) — бельгийский врач, дефектолог и педагог.

## Биография и работа
В 1897 году первым в Бельгии организовал так называемые вспомогательные школы для детей с отставанием в развитии. В 1899 году стал профессором физиологии Брюссельского университета, занимая эту должность до 1937 года. Темой его исследований и работы было изучение возможности обучения умственно отсталых детей и детей со всевозможными аномалиями в умственном развитии. Помимо научных исследований, Демор активно выступал как общественный деятель и пропагандист заботы о таких детях и открытии для них специальных учебных заведений.
Им была разработана собственная система функционирования подобных школ и прописана методика преподавания в них конкретных учебных предметов. По мнению Демора, программа по каждому из предметов для таких детей должна быть максимально сокращена, при этом в учебном процессе не должно даваться никаких абстрактных знаний, а только практические. При этом Демор причислял к умственно отсталым детям и «педагогически запущенных», не получивших минимальных знаний и навыков к определённому возрасту, что вызвало протест со стороны ряда других педагогов его времени. Однако именно Демор впервые отделил причины умственной отсталости, связанные с патологическими нарушениями организма, от внешних, которые зависят от условий воспитания. Основным критерием аномальности он считал неспособность учиться и воспитываться в обычных условиях.
Демор написал целый ряд работ по обучению и воспитанию детей с отклонениями в умственном развитии, создав, в частности, собственную классификацию таких детей (основу её составляло деление детей на медицински и педагогически отсталых). Основная его работа — «Ненормальные дети, воспитание их дома и в школе» (1901), которая в 1909 году была переведена на русский язык.